# I. e. 134
Évszázadok: i. e. 3. század – i. e. 2. század – i. e. 1. század
Évtizedek: i. e. 180-as évek – i. e. 170-es évek – i. e. 160-as évek – i. e. 150-es évek – i. e. 140-es évek – i. e. 130-as évek – i. e. 120-as évek – i. e. 110-es évek – i. e. 100-as évek – i. e. 90-es évek – i. e. 80-as évek
Évek: i. e. 139 – i. e. 138 – i. e. 137 – i. e. 136 –  i. e. 135 – i. e. 134 – i. e. 133 – i. e. 132 – i. e. 131 – i. e. 130 – i. e. 129

## Események

### Róma
- Caius Fulvius Flaccust és Publius Cornelius Scipio Aemilianus Africanust (másodszor) választják meg consulnak. Scipio Aemilianust Hispániába, a numantiai felkeléshez, Fulvius Flaccust a szicíliai rabszolgafelkelés leverésére küldik. Utóbbi nem ér el jelentős eredményt.
- Scipio Aemilianus 60 ezer katonával kezdi el a lázadás középpontjának, Numantiának az ostromát. Segítségére vannak a Jugurtha által vezetett numida segédcsapatok, akik 12 elefántot hoznak. Scipio gondos munkával ostromművekkel veszi körbe a várost.
- Tiberius Gracchust néptribunusnak választják.

### Júdea
- Iohannész Hürkanosz júdeai király apjához hasonlóan felveszi a jeruzsálemi főpapi tisztséget is. A farizeusok nem fogadják el királyként, egyrészt bizonytalan származása miatt (anyja fogságba esett a születése előtt), másrészt mert nem Dávid leszármazottja. Lázadás tör ki ellene, amit Ióhannész határozottan elfojt.

## Születések
- Csin Mi-ti, hsziungnu származású kínai miniszter és régens

## Fordítás
- Ez a szócikk részben vagy egészben  a(z)   134 av. J.-C. című francia Wikipédia-szócikk ezen változatának fordításán alapul.  Az eredeti cikk szerkesztőit annak laptörténete sorolja fel. Ez a jelzés csupán a megfogalmazás eredetét és a szerzői jogokat jelzi, nem szolgál a cikkben szereplő információk forrásmegjelöléseként.